# Saison 10 de Camping Paradis
 (août 2018).
Si vous disposez d'ouvrages ou d'articles de référence ou si vous connaissez des sites web de qualité traitant du thème abordé ici, merci de compléter l'article en donnant les références utiles à sa vérifiabilité et en les liant à la section « Notes et références ».
Chronologie
Saison 9 Saison 11
Cet article présente les épisodes de la dixième saison de la série télévisée Camping Paradis.

## Distribution

### Acteurs principaux
- Laurent Ournac : Tom Delormes, le propriétaire du camping
- Patrick Guérineau : Xavier Proteau, le barman et le responsable des sports (dit dans l'épisode 5) / Javier, le barman (épisode 6)
- Thierry Heckendorn : André Durieux, le régisseur
- Candiie : Audrey/Odile (épisode 6), la responsable d'accueil, de la supérette et l'infirmière du camping.

### Acteur secondaire
- Patrick Paroux : Christian Parizot (sauf épisode 3) le vacancier grincheux/ Odyssée Parizot (épisode 5) sa cousine/ Jacques Parizot, son père (épisode 5)
- Géraldine Lapalus : Amandine Joubert (épisode 4) , l'ancienne responsable des sports du camping
- Franz-Rudolf Lang : Gilles (épisodes 3 et 4), le vacancier ayant réservé via vacansoleil

## Liste des épisodes

### Épisode 1:Réunions de familles
- Suisse : 21 août 2018 sur RTS Un
- Belgique : 26 août 2018 sur RTL-TVI
- France : 27 août 2018 sur TF1

- France : 3,77 millions de téléspectateurs, soit 17,8 %[1] (moyenne des deux parties)

- Carole Richert : Sabine
- Stéphane Blancafort : Laurent
- Gabrielle Atger : Claire
- Thomas Séraphine : Benoit
- Léa François : Delphine
- Ruben Lellouche : Léo
- Damien Ferdel : Max
- Aymeric Lecerf : Julien
- Graziella Jullian : Isabelle

### Épisode 2:Un ange gardien au camping
- Belgique : 8 juillet 2018 sur RTL-TVI
- Suisse : 21 août 2018 sur RTS Un
- France : 10 septembre 2018 sur TF1

- France : 4,49 millions de téléspectateurs, soit 21,9 %[2] (moyenne des deux parties)

- Mimie Mathy : Joséphine Delamarre (de la série Joséphine, ange gardien)
- Jérémie Covillault : Olivier
- Renaud Roussel : Stéphane
- Olivia Dutron : Fabienne
- Déborah Krey : Anaïs
- Anaïs Gilbert : Mathilde
- Charlie Loiselier : Violette
- Victor Boccard : Valentin

### Épisode 3:Mon père, ce Breton!
- Suisse : 21 septembre 2018 sur RTS Un
- Belgique : 23 septembre 2018 sur RTL-TVI
- France : 24 septembre 2018 sur TF1

- France : 3,96 millions de téléspectateurs, soit 17,7%[3] (moyenne des deux parties)

- Jérôme Anger : Yann
- Julie Arnold : Servane
- Éléonore Sarrazin : Soizick
- Yoann Denaive : Damien
- Blandine Papillon : Cordelia
- Bertrand Nadler : Jonathan
- Matthieu Lionnard : Le dragueur
- Grégory Di Meglio : Le père

### Épisode 4:À nos pères
- Suisse : 5 octobre 2018 sur RTS Un
- Belgique : 7 octobre 2018 sur RTL-TVI
- France : 8 octobre 2018 sur TF1

- Philippe Proteau

- Nicolas Douay

- France : 4,22 millions de téléspectateurs, soit 19,5%[4] (moyenne des deux parties)

- Elyne Craipeau : Lilou
- Lionel Auguste : Guillaume
- Virginie Ledieu : Jeanne
- Aurélie Vaneck : Agnès
- Benoît Michel : Antoine
- Laura Mathieu : La femme 1
- Maud-Anaïs Poudra : La femme 2
- Maximilien Fussen : L'homme 1
- Anthony Ravion : L'homme 2

### Épisode 5:Cette année là
- Suisse : 8 janvier 2019 sur RTS Un
- Belgique : 13 janvier 2019 sur RTL-TVI
- France : 3 juin 2019 sur TF1

- France : 3,53 millions de téléspectateurs, soit 17,4 %[5] (moyenne des deux parties)

- Patrick Paroux : Jacques Parizot
- Dounia Coesens : Marie Tourvel
- Matthias Van Khache : Patrick Delormes
- Mathieu Barbet : Aymeric Flambrin
- Benjamin Alazraki : Serge Lefevre
- Catherine Lefroid : Françoise Lefevre
- Ange Toussaint Panicali : Danny Lefevre

### Épisode 6:Premières amours
- Belgique : 5 février 2019 sur RTL-TVI
- Suisse : 24 février 2019 sur RTS Un
- France : 25 février 2019 sur TF1

- France : 4,88 millions de téléspectateurs, soit 19,4 %[6] (moyenne des deux parties)

- Virginie Guilhaume : Bérengère Parizot
- Nicolas Grandhomme : Louis
- Delphine Lemoine : Sophie
- Ilona Bachelier : Léa
- Fanny Krich : Olivia
- Quentin Thebault : Thibault
- Alix Bourgeron : Margaux
- Vincent Paquot : Benjamin